# Tony Hawk's Pro Skater 3
Tony Hawk's Pro Skater 3 är ett skateboarding-spel och det tredje i Tony Hawk's Pro Skater serien. Spelet är uppkallat efter skateboardlegenden Tony Hawk som man kan spela som, tillsammans med andra kända skateboardare som Bam Margera, Chad Muska och Rodney Mullen bland andra. Spelet utvecklades av Neversoft och publicerades av Activision år 2001 och kunde spelas på PlayStation, PlayStation 2, Game Boy Color och GameCube. År 2002 släpptes spelet igen för Xbox, Game Boy Advance, Microsoft Windows, Nintendo 64, och Mac OS.

## Mottagande
Spelet fick mycket bra kritik av spelrecensenter, PS2-versionen fick högst betyg av alla utgåvor. Bland andra utmärkelser utgavs en perfekt 10:a från GameSpot. Endast sex spel har fått denna poäng. Spelet fick även pris för bästa sportspel på E3 år 2001. Det är även ett av de högst rankade spelen på Metacritic med en poäng av 97/100.

## Gameplay
Spelet följer samma grundläggande gameplay-princip som de andra i serien. Gå igenom och utforska olika levlar, utför uppdrag som att samla ihop poäng genom att göra olika tricks, få nog med poäng för att göra en signature move beroende på vilken karaktär du spelar som, hitta gömda kassettband för att låsa upp nya hemliga levlar. Tony Hawk's Pro Skater 3 introducerade flera nya gameplay-element: reverts lät dig behålla dina combos efter att du landade i en vert, du kunde nu spela online mot andra, och du kunde skapa din egen karaktär.

## Soundtrack
Ett soundtrack till spelet utgavs den 16 oktober 2006 av Warner Bros. Records.